# Орден «За заслуги перед Республікою Башкортостан»
Орден «За заслуги перед Республікою Башкортостан» (башк. «Башҡортостан Республикаһы алдындағы хеҙмәттәре өсөн» ордены) — найвища державна нагорода Республіки Башкортостан. Статут нагороди затверджений 1998 року.
Першими нагороду отримали президент республіки Муртаза Рахімов, бурильник М. Т. Гайнуллін і машиніст В. І. Лясковський. У 1998—2007 роках орденом нагороджено 54 особи.

## Статут
Орденом нагороджують особи, які раніше удостоєні інших державних нагород Республіки Башкортостан, почесних звань Республіки Башкортостан:
- за особливі видатні заслуги перед Республікою Башкортостан;
- за особливі видатні заслуги у праці;
- за особливі заслуги в державній і громадській діяльності;
- за особливі заслуги у зміцненні миру, дружби і співпраці між народами;
- за великий внесок у справу охорони правопорядку і безпеки.

ордена можуть бути удостоєні громадяни Російської Федерації, іноземні громадяни та особи без громадянства.

## Вигляд
Зроблений зі срібла у формі 8-кутної зірки, в центрі якої медальйон із зображенням стилізованої квітки кураю, обрамлений 8-кутною зіркою. Знак ордену (діаметр 50 мм) з'єднується з 4-кутною колодкою (35x25 мм), обтягнутою стрічкою з поздовжніми смугами із забарвленням державного прапора Башкортостану.